# Assistenza primaria ad attività oraria
L'assistenza primaria ad attività oraria, precedentemente nota con i nomi guardia medica o continuità assistenziale, chiamata a livello internazionale out-of-hours medical service, è un servizio di medicina generale fornito fuori dei normali orari di servizio del medico di medicina generale ed è destinata ai problemi di salute il cui trattamento non può attendere fino al giorno lavorativo successivo.
Il servizio di assistenza primaria ad attività oraria tratta pazienti la cui malattia è troppo urgente per attendere una visita regolare dal medico di medicina generale, ma non così urgente da rendere necessario avvisare i servizi di emergenza; mantiene inoltre contatti con i servizi di emergenza e con i pronto soccorso degli ospedali e indirizzano alle farmacie notturne e di turno.